# Москвич (стадион)
Стадион «Москвич» – стадион, расположенный в Московском районе Текстильщики. Является стадионом проведения матчей МФЛ.

## История и принадлежность
Стадион «Москвич» находится на Волгоградском проспекте, вл. 46/15 в районе Текстильщики на юго-востоке столицы. Он открылся в 1969 году и назывался «АЗЛК», поскольку предназначался для рабочих Автомобильного завода им. Ленинского комсомола. Сейчас арена принадлежит спортивной школе олимпийского резерва «Москвич».